# Рено, Марсель (промышленник)

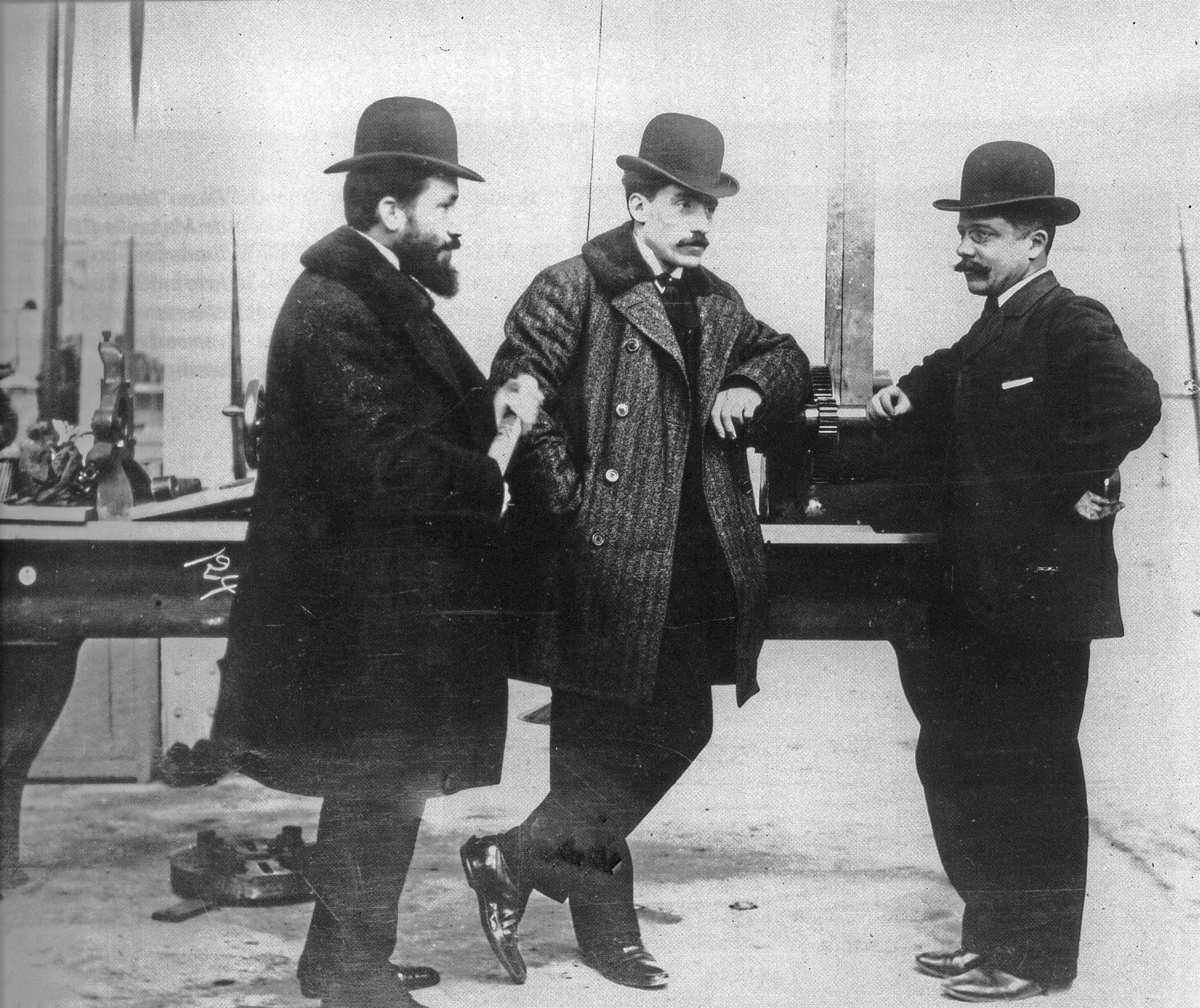
Братья Рено (Марсель, Луис, Фернан)

Марсель Рено (фр. Marcel Renault; 1872, Париж — 25 мая 1903, Ангулем) — французский промышленник, вместе со своими братьями Луи Рено и Фернаном Рено основал компанию Renault. Погиб в автомобильной катастрофе в 1903 году в возрасте 31 года.

## Биография
Родился в 1872 году в Париже, в буржуазной парижской семье, в которой было пять детей (две сестры и три брата). Его отец, Альфред Рено, нажил состояние на торговле тканями, его мать, Луиза, была дочерью богатых купцов.

## Гибель
Марсель Рено погиб в результате несчастного случая 25 мая 1903 года около Пуатье, во время автопробега Париж-Мадрид, вместе со своим механиком Рене Вотье. Их автомобиль на скорости около 100 километров в час попал в облако пыли, что лишило водителя возможности увидеть закругление дороги. После этого автомашина съехала в кювет, от сильного удара водителя и механика выбросило из машины. Механик получил несколько переломов, а Марсель Рено — телесные повреждения, несовместимые с жизнью, от которых скончался через 48 часов.